# Merced (Kostaryka)
Merced – dystrykt w Kostaryce, w kantonie San José, w prowincji San José. Jest to jedna z czterech jednostek administracyjnych, które właściwie tworzą centrum San José (casco central).

## Geografia
Merced ma powierzchnię 2,17 kilometrów kwadratowych i leży na wysokości 1154 m n.p.m.

## Demografia
Według zliczenia ludności w 2011 roku w dystrykcie Merced mieszkało 12 257 mieszkańców.

## Transport

### Transport drogowy
Przez dystrykt Merced biegną następujące drogi krajowe:
- Droga krajowa nr 1
- Droga krajowa nr 108